# Музей кустарных изделий
Музей кустарных изделий (Торгово-промышленный музей кустарных изделий Московского губернского земства) был основан в 1885 году в Москве. Под разными названиями существовал по адресу Леонтьевский переулок, 7 (ул. Станиславского) до 1999 года, когда по распоряжению Правительства Российской Федерации вошёл в состав Всероссийского музея декоративно-прикладного и народного искусства.

## 1885—1903 годы

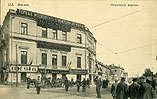
Дом А. М. Миклашевского у Никитских ворот.

С 1860-х годов в русском обществе стал возникать интерес к национальной крестьянской культуре декоративно-прикладного искусства. В 1882 году в Москве прошла Всероссийская художественно-промышленная выставка. Представленные на ней произведения кустарей Московской губернии произвели большое впечатление на посетителей.
Критик В. В. Стасов написал: 

 «Из всех русских выставок, какие только у нас до сих пор бывали, это самая капитальная и самая великолепная выставка».
Выставка показала, что кустари нуждаются в организационной, экономической и художественной помощи. Таким комплексным центром должен был стать Торгово-промышленный музей. Основу собрания музея составили экспонаты кустарного отдела Всероссийской художественно-промышленной выставки 1882 года, приобретенные купцом и меценатом С. Т. Морозовым.
9 мая 1885 года был открыт Торгово-промышленный музей кустарных изделий московского губернского земства. Размещался он во флигеле особняка В. Я. Лепёшкиной на углу Знаменки и Ваганьковского переулка (дом не сохранился). Целью создания музея было содействие развитию кустарных промыслов. В 1900—1903 годах музей арендовал помещение в доме А. М. Миклашевского у Никитских ворот (Большая Никитская, 23). C 1903 года вплоть до своего закрытия музей размещался по адресу Леонтьевский переулок, дом 7. Специально для музея на средства Сергея Тимофеевича Морозова был возведен дом в русско-византийском стиле. Архитектором здания был С. У. Соловьёв.

## 1903—1917
Расцвет деятельности музея пришёлся на первое десятилетие XX века. В это время помимо экспозиции музея промыслов, он включал столярно-резную и отделочную мастерскую, торговый отдел, а также музей образцов, открывшийся в 1907 году для мастеров-ремесленников. 

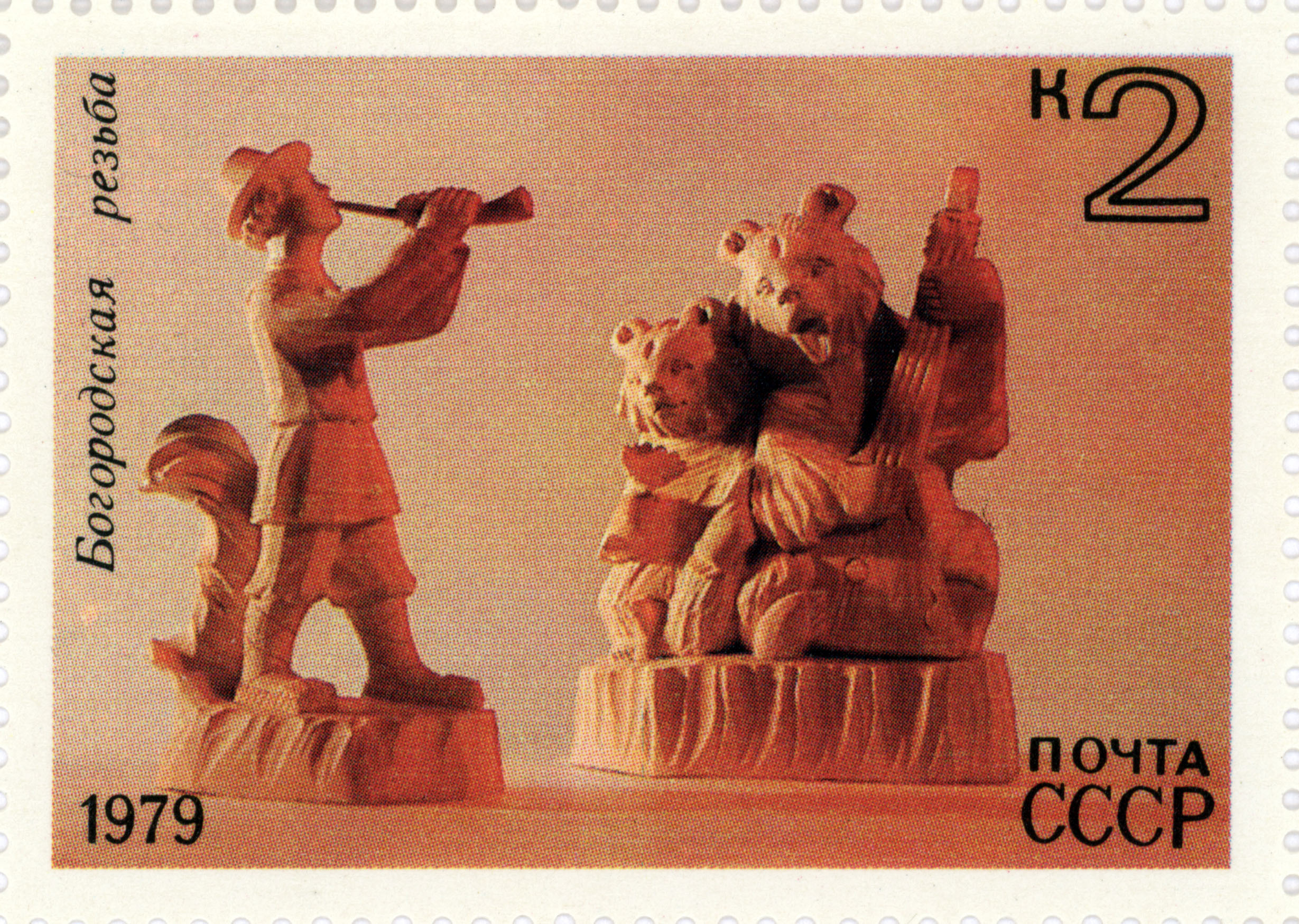
Богородская резьба.

 Новый музей возглавил Николай Дмитриевич Бартрам. К работе над образцами ему удалось привлечь А. М. Васнецова, В. М. Васнецова, С. В. Малютина, И. И. Овешкова, В. А. Ватагина, М. Д. Езучевского, Н. Н. Соболеву (мебель), И. И. Галкина (роспись), Т. А. Шамбинаго (кружева), Н. Я. Давыдову (вышивка), Е. Г. Теляковского, А. И. Бельского, С. С. Голоушева и других профессиональных художников. Создавая новые образцы игрушек, художники стремились возродить отечественные народные промыслы и обновить их ассортимент. Бартрам первый из художников начинает работать с кустарями Богородского уезда; регулярно ездит в Сергиев Посад и Богородское, передает кустарям рисунки. Изделия мастерской экспонировались на всемирных выставках в Льеже (1905) и Милане (1906), на лейпцигских ярмарках и прочно завоевали заграничные рынки. Клиентами музея стали не только соотечественники, но и жители Англии, Швейцарии, Австрии, Голландии, Дании, Франции, Бельгии, США. Особенно высоко жители Западной Европы ценили портсигары из карельской березы. Только за 1903 году различной продукции музея было экспортировано на 60709 рублей.
Популярность продукции Кустарного музея привела к тому, что её стали подделывать, о чём свидетельствует доклад Московской губернской земской управы от 1908 года.
В музее функционировало три отделения: музей образцов, бюро по содействию промыслам и торговое отделение. Была внедрена образовательная программа для кустарей. Торговое отделение издало каталог с образцами продукции, чтобы клиент мог выбирать не только из имеющегося ассортимента, но и делать заказ на изготовление предмета из буклета.
Интересно, что в Кустарном музее была изготовлена первая в России матрешка, автором росписи которой стал художник Сергей Малютин.
Музей активно сотрудничал с такими центрами развития русского стиля, как Абрамцево, Талашкино, Кудрино и многими другими. В Сергиевом Посаде были созданы мастерские музея.
К началу 1910-х годов музей возглавил работу по сохранению и развитию художественных промыслов во всех губерниях России.
В 1911 году к зданию музея пристроили здание по проекту архитекторов В. Н. Башкирова и А. Э. Эрихсона, в котором разместился магазин музея.

## 1917—1946

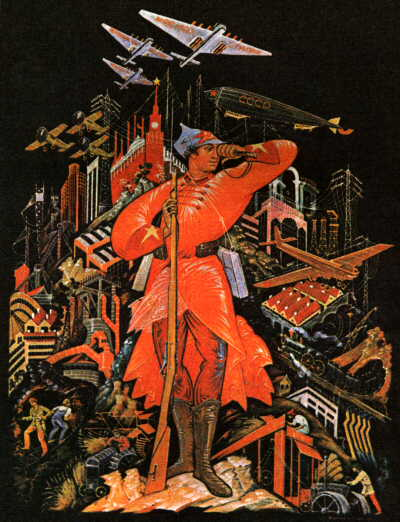
Палехская лаковая миниатюра.

После 1917 года музей участвовал в восстановлении таки художественных промыслов, как хохломская роспись, ростовская финифть, вологодское кружевоплетение, вышивки Рязани и Калуги. С участием музея проходило становление основных центров миниатюрной лаковой живописи по папье-маше в Палехе, Холуе, Мстёре. В 1920—1926 годах музей носил название «Центральный кустарный музей Высшего совета народного хозяйства».
В 1920-е годы при музее были созданы экспериментальные мастерские, оформленные в 1927 году как Центральная научно-опытная станция (ЦНОПС). В 1931 году на базе ЦНОПС создается Научно-экспериментальный кустарный институт (НЭКИН), реорганизованный в 1932 году в Научно-исследовательский институт художественной промышленности, включающий музей и магазин «Художественные промыслы».
В 1930-е годы при активном участии музея и института возрождались и развивались ломоносовская и тобольская резьба по кости, городецкие росписи по дереву, резьба по бересте в Великом Устюге, вятское кружево и другие промыслы.
В годы Великой Отечественной войны музей эвакуировался в Казахстан.

## 1946—1999
В 1946 году музей был переименован в Музей народного искусства НИИХП.

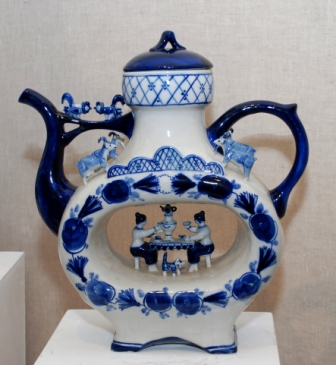
Гжельская керамика.

В послевоенные годы музей продолжал работу по восстановлению промыслов (Гжельская керамика), пополнял фонды материалами многочисленных научных экспедиций в Западную Белоруссию, Дагестан, Поволжье, Среднюю Азию, на Чукотку. Собрание музея пополнялось за счет закупок у частных лиц, поступлений от художников и их наследников (А. А. и Н. П. Олениных, Е. И. Прибыльской, А. Л. Погосской, К. Н. Пейч, Г. А. Масловой, И. П. Работновой, А. В. Мараевой, В. Д. Поленова и Е. Д. Поленовой, Д. П. Сухова, И. С. Кузнецова, Б. А. Рыбакова, Ю. А. Арбата, С. В. Малютина).
В 1940—1980-е годы предметы из собрания музея неоднократно были иллюстрациями к монографиям исследователей славянской культуры, историков искусства: В. С. Воронова, В. М. Василенко, Н. Н. Соболева, Б. А. Рыбакова, Т. М. Разиной, В. М. Вишневской, В. А. Борадулина, О. С. Поповой, В. А. Гуляева и других.
К середине 1990-х годов музей не имел постоянной экспозиции и занимал только часть (правое крыло) принадлежавшего ему здания. Собрание музея составляли 50 тысяч единиц хранения — традиционная крестьянская резьба и роспись по дереву, металлу, камню, кости, художественный металл, керамика, живопись по папье-маше, народная одежда, вышивка, кружево, набойка; отдельные виды городского и промышленного искусства; наиболее полная в России коллекция современных отечественных художественных промыслов.
В 1999 году по распоряжению Правительства Российской Федерации в связи с реорганизацией НИИХП правительственным распоряжением на базе художественных, библиотечных и архивных фондов института создан Музей народного искусства имени Сергея Тимофеевича Морозова. В этом качестве музей вошёл на правах структурного подразделения в состав Всероссийского музея декоративно-прикладного и народного искусства (ВМДПНИ), его коллекции были перемещены в здание ВМДПНИ на Делегатскую улицу, 3.

## Здание музея

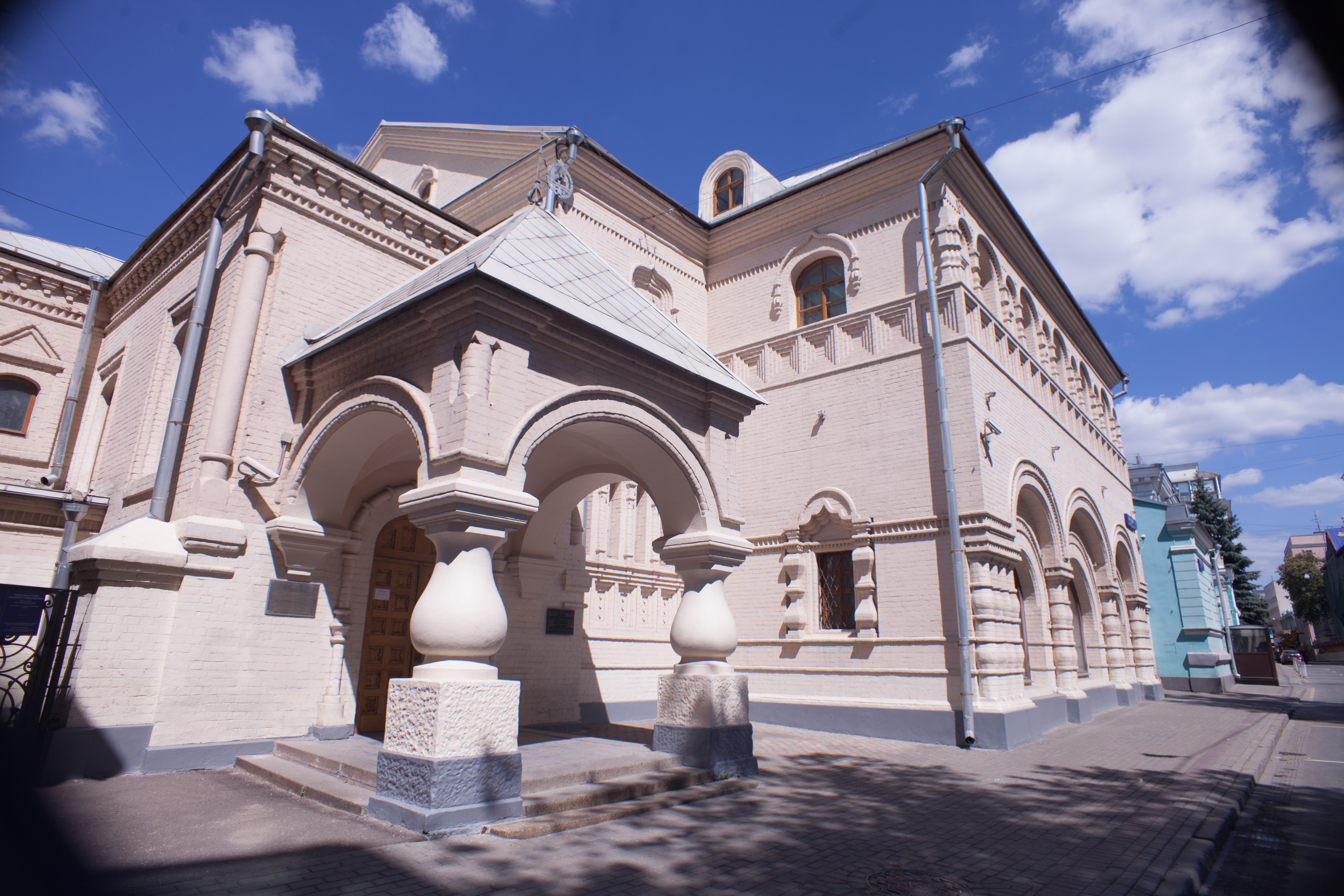
Леонтьевский переулок, 7

с 1903 по 1999 год музей размещался в здании, купленном предпринимателем, известным меценатом Сергеем Тимофеевичем Морозовым у А. И. Мамонтова и перестроенном специально для музея по проекту С. У. Соловьева. В 1911—1913 годах по проекту архитекторов А. Э. Эрихсона и В. Н. Башкирова была осуществлена пристройка второго этажа с мезонином, правого крыла для помещения торгового отдела.
В 1974 году особняк признали объектом культурного назначения.
В 1980-е годы здание было передано министерству бытового обслуживания СССР, где музей арендовал одну шестую часть здания.
В 1994 году был создан Фонд народных художественных промыслов РФ, которому было передано все здание музея.
В 1999 году в связи с реорганизацией НИИХП на базе художественных, библиотечных и архивных фондов института создан Музей народного искусства им. С. Т. Морозова, который вошёл в состав Всероссийского музея декоративно-прикладного и народного искусства (ВМДПНИ).
20 декабря 2006 года распоряжением Федерального агентства по управлению государственным имуществом (Росимущества) здание было изъято из оперативного управления ФГУК «Всероссийский музей декоративно-прикладного и народного искусства» и закреплено за ансамблем «Берёзка» на праве оперативного управления.

## Директора музея
- (1890—1917) — Морозов Сергей Тимофеевич (1860—1944).
- (1917—1920) — Давыдова Наталья Яковлевна[7].
- (1920—1928) — Вольтер Алексей Александрович (1889—1973)[21], живописец, график.
- (1930—?) — Н. В. Кольцов.